# Dome F
Koordinaten: 77° 19′ S, 39° 42′ O

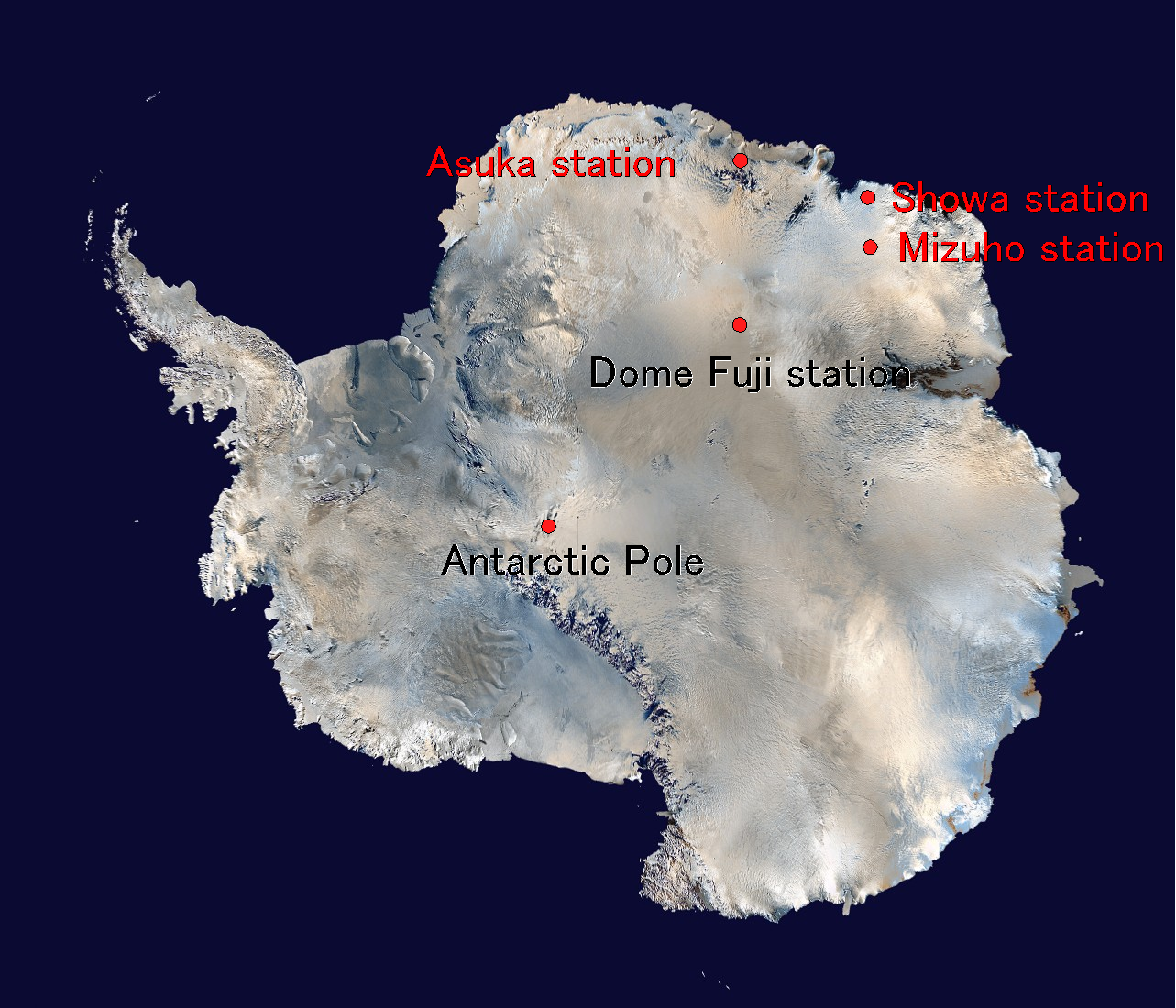
Japanische Forschungsstationen in der Antarktis

Dome F, auch bekannt als Dome Fuji (ドーム富士 Dōmu Fuji) oder Valkyrjedomen und Valkyrie Dome ist ein Eisdom im östlichen Königin-Maud-Land. Mit einer Höhe von 3.810 m über dem Meeresspiegel ist Dome F der zweithöchste Scheitelpunkt oder „Dom“ des antarktischen Eisschildes und bildet somit eine Eisscheide. Dort befindet sich eine japanische Forschungsstation.
Wissenschaftler der 9. Sowjetischen Antarktisexpedition (1963–1965) unter der Leitung von Michail Somow überschritten den nördlichen Teil des Eisdoms in einer Höhe von 3600 m im Zuge ihrer zwischen 1963 und 1964 durchgeführten Erkundung des Antarktischen Eisschilds. Seine Ausdehnung wurde mittels Sonarortung im Rahmen eines gemeinsamen Programms des Scott Polar Research Institute, der National Science Foundation und Dänemarks Technischer Universität zwischen 1967 und 1979 ermittelt. Benannt ist der Eisdom im Norwegischen und Englischen nach der Walküre aus der nordischen Mythologie.

## Klima
Aufgrund der Lage auf dem Hochplateau der Ostantarktis und der großen Höhe ist Dome F einer der kältesten Orte der Erde. Die Temperatur steigt im Sommer nur selten über −30 °C und kann im Winter bis auf −80 °C fallen. Im August 2020 wurde mit −93,2 °C die tiefste Temperatur gemessen. Das Jahresmittel beträgt −54,3 °C. Das Klima ist dasjenige einer Kältewüste, mit sehr trockenen Bedingungen und einem Jahresniederschlag von etwa 25 Millimeter Wasseräquivalent, der ausschließlich als Schnee fällt.

## Dome-Fuji-Station
Die Dome-Fuji-Station (ドーム富士基地, Dōmu Fuji Kichi) wurde im Januar 1995 als „Dome-Fuji-Beobachtungsbasis“ (ドーム富士観測拠点, Dōmu Fuji Kansoku Kyoten) eingerichtet. Der Name wurde am 1. April 2004 in „Dome-Fuji-Station“ geändert. Die Entfernung zur Shōwa-Station beträgt etwa 1000 km.

## Glaziologie
Eine tiefe Eisbohrung wurde im August 1995 bei Dome F gestartet und im Dezember 1996 erreichte sie eine Tiefe von 2503 Metern. Dieser erste Dome-F-Bohrkern enthält bis zu 340.000 Jahre altes Eis.
Der zweite tiefe Bohrkern wurde 2003 begonnen. Die Bohrarbeiten erstreckten sich über vier aufeinanderfolgende Südsommer von 2003/2004 bis 2006/2007, wobei man bis auf eine Tiefe von 3035,22 m vorstieß. Den Felsuntergrund erreichte die Bohrung nicht, aber es fanden sich Gesteinsobjekte und wiedergefrorenes Wasser im untersten Eis, was darauf hinweist, dass das Bohrloch dem Felsbett zumindest sehr nahegekommen sein könnte. Dieser Bohrkern erweitert das Klimaarchiv des ersten Bohrkerns beträchtlich und reicht gemäß einer ersten und vorläufigen Datierung etwa 720.000 Jahre zurück in die Vergangenheit des Kontinents. Somit ist das Eis des zweiten Dome-F-Bohrkerns die zweitälteste jemals zutage geförderte Eisprobe, lediglich übertroffen von demjenigen des Dome-C-Bohrkerns.